# Iniencefalia
La Iniencefalia es un defecto poco común del tubo neural que combina una retroflexión extrema de la cabeza (que se dobla hacia atrás) con defectos graves de la espina dorsal. El niño afectado tiende a ser bajo de estatura y presenta una cabeza desproporcionadamente grande. El diagnóstico se puede realizar inmediatamente después del nacimiento porque la cabeza presenta una retroflexión tan seria que la cara mira hacia arriba. La piel de la cara está conectada directamente a la piel del pecho y el cuero cabelludo está conectado directamente a la piel de la espalda. Generalmente, el cuello está ausente.
La mayoría de los individuos con iniencefalia tienen otras anomalías asociadas tales como anencefalia(defecto del tubo neural que ocurre cuando la cabeza no logra cerrarse), encefalocele (un trastorno en el cual parte del contenido craneal sobresale del cráneo), hidrocefalia, ciclopía, ausencia de la mandíbula (quijada), labio leporino y paladar hendido, trastornos cardiovasculares, hernias del diafragma y malformaciones gastrointestinales. El trastorno es más común en las niñas. El pronóstico para los pacientes con iniencefalia es extremadamente pobre. Los recién nacidos con iniencefalia muy pocas veces viven más de unas horas. La distorsión del cuerpo del feto también puede representar un peligro para la vida de la madre.

## Labio leporino
Es la anomalía congénita más frecuente de la cara. Se produce una alteración de la mesodermización de los procesos nasales medios con los procesos maxilares. Ocurre aproximadamente en uno de cada 1000 nacimientos. Es más frecuente en el hombre y esta en relación con la edad de la madre.
La o las hendiduras producidas por falta de fusión varían desde una fisura pequeña hasta una división completa del labio que alcance el orificio nasal. Esta fisura puede comprender también el proceso alveolar y cursar en el paladar hendido. En este caso la hendidura pasa entre el incisivo lateral y el canino. Esta última hendidura se denomina labio alveolo palatina. Puede ser además unilateral o bilateral.

## Paladar Hendido
Malformación que a veces suele ir acompañada del labio hendido. Ocurre en uno de cada 2500 nacimientos. Esta es más frecuente en la mujer (quizás se debe a que la fusión que tiene lugar una semana después que en el hombre) y no tendrá relación con la edad de la madre. Puede afectar solo a la úvula dando el aspecto de cola de pez o extenderse a los paladares blando y duro. Se produce por la falta de fusión de los procesos palatinos laterales entre sí o con el tabique nasal o con el paladar primario.
El agujero incisivo se considera como reparo anatómico entre las hendiduras anteriores y posteriores del paladar.
Cuando el labio fisurado va acompañado con paladar hendido se denomina fisura lap (labio-alvéolo-palatino), causada por un agente teratogeno que actúa durante el lapso comprendido entre las 4 y 11 semanas de gestación. Durante este periodo, pero en tiempo diferente, se produce la formación del labio y el paladar respectivamente. Los figurados labiales o palatinos simples o combinados puede corregirse mediante el trabajo conjunto de un equipo de cirujanos plásticos, odontólogos (odontopediatras y ortodoncistas), fonoaudiologos y psicólogos.
También el labio y el paladar hendido son malformaciones comunes en ciertas alteraciones de origen genético, como es la Trisomía del par 13 o síndrome de Patau. Los niños afectados presentan labio y paladar hendidos, polidactilia, defectos oculares y sordera, generalmente mueren al poco tiempo de nacer.